# Kalaharicus elongatus
Kalaharicus elongatus is een rechtvleugelig insect uit de familie Lentulidae. De wetenschappelijke naam van deze soort is voor het eerst geldig gepubliceerd in 1961 door Brown.